# Maharashtra Open

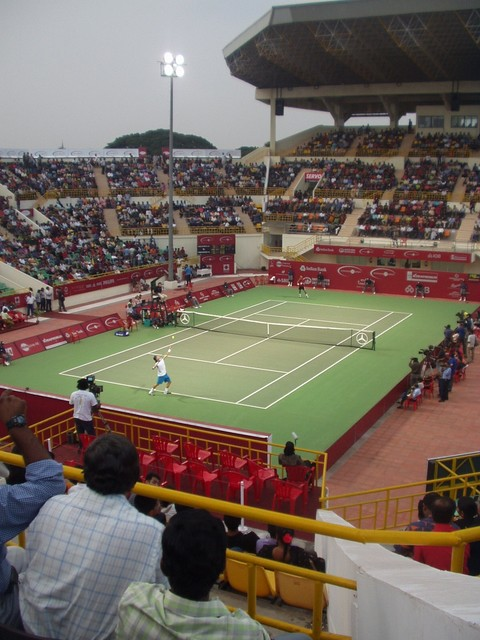
Chennai tennis open

Maharashtra Open (відомий також як Gold Flake Open, Tata Open, Chennai Open) — міжнародний щорічний професіональний тенісний турнір на відкритих кортах з хардовим покриттям. Зазаз є частиною серії Світовий тур ATP 250 зі Світового Туру ATP. Він проходить в січні на кортах SDAT Tennis Stadium в місті Ченнаї, Індія.

## Фінали

### Одиночний розряд
| Рік  | Чемпіон            | Фіналіст             | Рахунок                |
| ---- | ------------------ | -------------------- | ---------------------- |
| 2013 | Янко Типсаревич    | Роберто Батиста-Агут | 3-6, 6-1, 6-3          |
| 2012 | Мілош Раонич       | Янко Типсаревич      | 6–7(4), 7–6(4), 7–6(4) |
| 2011 | Станіслас Ваврінка | Ксав'є Малісс        | 7–5, 4–6, 6–1          |
| 2010 | Марин Чилич        | Станіслас Ваврінка   | 7–6(2), 7–6(3)         |
| 2009 | Марин Чилич        | Сомдев Давверман     | 6—4, 7—6(3)            |
| 2008 | Михайло Южний      | Рафаель Надаль       | 6—0, 6—1               |
| 2007 | Ксав'є Малісс      | Штефан Кубек         | 6—1, 6—3               |
| 2006 | Іван Любичич       | Карлос Моя           | 7—6(6), 6—2            |
| 2005 | Карлос Моя         | Парадорн Срішафарн   | 3—6, 6—4, 7—6(5)       |
| 2004 | Карлос Моя         | Парадорн Срішафарн   | 6—4, 3—6, 7—6(5)       |
| 2003 | Парадорн Срішафарн | Карлос Кучера        | 6—3, 6—1               |
| 2002 | Гільєрмо Кан'яс    | Парадорн Срішафарн   | 6—4, 7—6(2)            |
| 2001 | Мікал Табара       | Андрій Столяров      | 6—2, 7—6(4)            |
| 2000 | Джером Голмар      | Маркус Ханчк         | 6—3, 6—7(6), 6—3       |
| 1999 | Байрон Блек        | Райнер Шуттлер       | 6—4, 1—6, 6—3          |
| 1998 | Патрік Рафтер      | Мікаель Тіллстром    | 6—3, 6—4               |
| 1997 | Мікаель Тіллстром  | Алекс Радулеску      | 6—4, 4—6, 7—5          |
| 1996 | Томас Енквіст      | Байрон Блек          | 6—2, 7—6(3)            |

### Парний розряд
| Рік  | Чемпіони                            | Фіналісти                               | Рахунок             |
| ---- | ----------------------------------- | --------------------------------------- | ------------------- |
| 2013 | Бенуа Пер Станіслас Ваврінка        | Андре Бегеманн Мартін Еммріх            | 6–2, 6–1            |
| 2012 | Леандер Паес Янко Типсаревич        | Джонатан Ерліх Енді Рам                 | 6–4, 6–4            |
| 2011 | Магеш Бгупаті Леандер Паес          | Робін Хаасе Давид Мартін                | 6–2, 6–7(3), [10–7] |
| 2010 | Марсель Гранольєрс Сантьяго Вентура | Єн-Хсун Лю Янко Типсаревич              | 7–5, 6–2            |
| 2009 | Ерік Буторак Ражів Рам              | Жан-Клод Шеррер Станіслас Ваврінка      | 6—3, 6—4            |
| 2008 | Санчай Ратіватна Сончат Ратіватна   | Маркос Багдатіс Марк Жикель             | 6—4, 7—5            |
| 2007 | Ксав'є Малісс Дік Норман            | Рафаель Надаль Бартоломій Сальва-Відаль | 7—6(4), 7—6(4)      |
| 2006 | Мікал Мертінак Петр Пала            | Пракаш Амрітра Роган Бопанна            | 6—2, 7—5            |
| 2005 | Єн-Хсун Лю Райнер Шуттлер           | Магеш Бгупаті Йонас Бйоркман            | 7—5, 4—6, 7—6(4)    |
| 2004 | Рафаель Надаль Томмі Робредо        | Джонатан Ерліх Енді Рам                 | 7—6(3), 4—6, 6—3    |
| 2003 | Джуліан Ноул Міхаель Кольман        | Франчисек Чермак Леос Фрідл             | 7—6(1), 7—6(3)      |
| 2002 | Магеш Бгупаті Леандер Паес          | Томаш Цибулек Ота Фукарек               | 5—7, 6—2, 7—5       |
| 2001 | Байрон Блек Вейн Блек               | Баррік Кован Мосе Наварра               | 6—3, 6—4            |
| 2000 | Жульєн Буттер Крістоф Рохус         | Сорав Панья Пралад Срінат               | 7—5, 6—1            |
| 1999 | Магеш Бгупаті Леандер Паес          | Вейн Блек Невіл Годвін                  | 4—6, 7—5, 6—4       |
| 1998 | Магеш Бгупаті Леандер Паес          | Олів'є Делатре Макс Мирний              | 6—7, 6—3, 6—2       |
| 1997 | Магеш Бгупаті Леандер Паес          | Олег Огородов Еял Рам                   | 7—6, 7—5            |
| 1996 | Йонас Бйоркман Ніклас Культі        | Байрон Блек Сандон Штолл                | 4—6, 6—4, 6—4       |